# W. Earl Brown

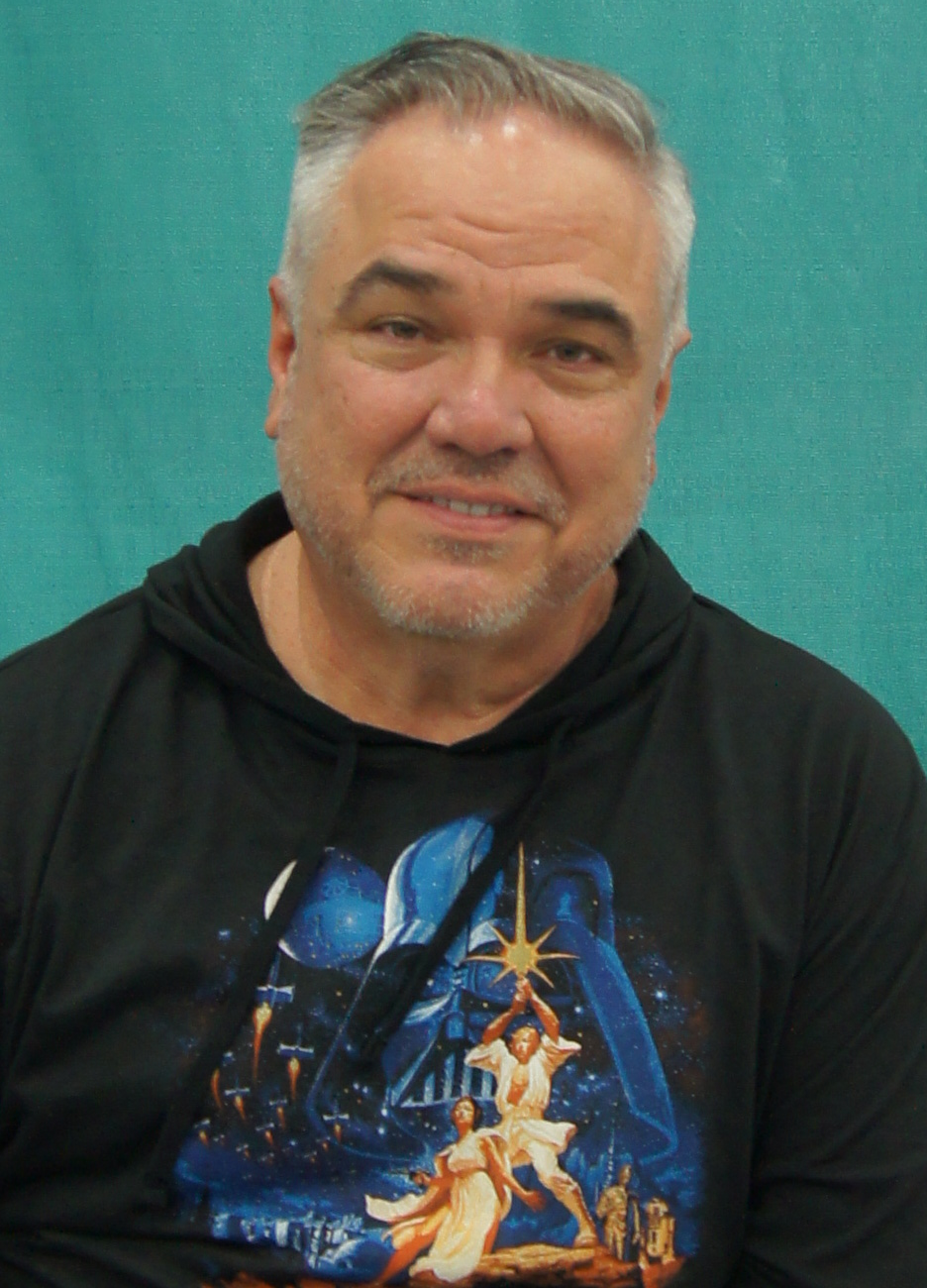
W. Earl Brown, 2011

William Earl Brown (* 7. September 1963 in Golden Pond, Kentucky) ist ein US-amerikanischer Schauspieler.

## Leben
William Earl Brown besuchte die Calloway County High School. Er studierte Theater an der Murray State University und anschließend Schauspiel an der DePaul University in Chicago, wo er unter anderem Klassenkamerad von John C. Reilly und Gillian Anderson war. Er etablierte sich in der Chicagoer Theaterszene, bevor er nach Los Angeles zog, um sich ebenfalls beim Film spielen zu können. Obwohl er sein Leben lang nur mit seinem zweiten Namen Earl angesprochen wurde, legte er sich bei der Registrierung der Screen Actors Guild mit dem Initial seines ersten Vornamens William einen Künstlernamen an, um nicht mit dem gleich klingenden Schauspieler Earl Boen verwechselt zu werden.
Brown debütierte 1991 mit in einer kleinen Statistenrolle im Drama Backdraft – Männer, die durchs Feuer gehen als Schauspieler beim Spielfilm. Seitdem war er in Filmen wie Verrückt nach Mary und The Sessions – Wenn Worte berühren sowie vereinzelt in Fernsehserien wie CSI: Den Tätern auf der Spur und Justified zu sehen. Größere Aufmerksamkeit hatte er als Dan Dority in der Westernserie Deadwood. Von 2004 bis 2006 verkörperte er den Gefolgsmann von Al Swearengen, gespielt von Ian McShane, in 36 Folgen.

## Filmografie (Auswahl)
- 1991: Backdraft – Männer, die durchs Feuer gehen (Backdraft)
- 1992: The Babe – Ein amerikanischer Traum (The Babe)
- 1993: Der Durchstarter (Rookie of the Year)
- 1994: Mord unter Freunden (Murder Between Friends)
- 1996: Alf – Der Film (Project ALF)
- 1996: Blutige Macht – So wahr uns Mord helfe (A Season in Purgatory)
- 1996: Scream – Schrei! (Scream)
- 1997: … denn zum Küssen sind sie da (Kiss the Girls)
- 1998: Verrückt nach Mary (There’s Something About Mary)
- 1999: Being John Malkovich
- 2000–2003: New York Cops – NYPD Blue (NYPD Blue, Fernsehserie, 2 Folgen)
- 2001–2009: CSI: Den Tätern auf der Spur (CSI: Crime Scene Investigation, Fernsehserie, 2 Folgen)
- 2001: Sugar & Spice
- 2001: Vanilla Sky
- 2002: Push, Nevada (Fernsehserie, 5 Folgen)
- 2002: Akte X – Die unheimlichen Fälle des FBI (The X-Fioes, Fernsehserie, Folge 9x12)
- 2003: Alamo – Der Traum, das Schicksal, die Legende (The Alamo)
- 2004–2006: Deadwood (Fernsehserie, 36 Folgen)
- 2005: The Big White – Immer Ärger mit Raymond (The Big White)
- 2008: The Mentalist (Fernsehserie, Folge 1x05)
- 2010: Der letzte Ritt des Ransom Pride (The Last Rites of Ransom Pride)
- 2010: Justified (Fernsehserie, Folge 1x08)
- 2012: The Sessions – Wenn Worte berühren (The Sessions)
- 2013: Bates Motel (Fernsehserie, Folge 1x01)
- 2013: A Single Shot – Tödlicher Fehler (A Single Shot)
- 2013: Rogue (Fernsehserie, 5 Folgen)
- 2014: Grey’s Anatomy (Fernsehserie, Folge 10x15)
- 2014: Chicago Fire (Fernsehserie, 3 Folgen)
- 2015: American Crime (Fernsehserie, 11 Folgen)
- 2015: True Detective (Fernsehserie, 5 Folgen)
- 2015: Black Mass
- 2016: Archer (Fernsehserie, Folge 7x02)
- 2016: Preacher (Fernsehserie, 9 Folgen)
- 2019: The Highwaymen
- 2020: The Mandalorian (Fernsehserie, Folge 2x01)
- 2021: The Unforgivable
- 2022: Das Buch von Boba Fett (The Book of Boba Fett, Fernsehserie, Folge 1x06)
- 2022: Memorial Hospital – Die Tage nach Hurrikan Katrina (Five Days at Memorial, Miniserie, 7 Folgen)
- 2023: The Dead Don’t Hurt
- 2024: Shirley
- 2024: Yellowstone (Fernsehserie, 1 Folge)
- 2024: Fire Country (Fernsehserie, 1 Folge)